# Liste von Sakralbauten im Saarland

Verwaltungsgliederung Saarland

Die Liste von Sakralbauten im Saarland nennt Kirchen, Kapellen und sonstige Sakralbauten im Saarland.

## Historisches, Baustile und Architekten

Allerheiligenkirche Wadern; typische barocke Saalkirche

St. Johannes Baptista Altenkessel; neugotische Pfarrkirche von Wilhelm Hector

St. Matthias Altforweiler; Abstraktions-Historismus der 1930er Jahre (Architekt: Peter Marx)

St. Bartholomäus Hasborn-Dautweiler; neugotische Pfarrkirche mit großem Erweiterungsbau

Das Saarland besitzt in etwa 390 katholische und 140 evangelische Kirchen sowie zahlreiche Kapellen und vereinzelte Kirchengebäude anderer Konfessionen.
Als ältester erhaltener Sakralbau im Saarland gilt der Alte Turm in Mettlach, der um 994 als ottonische Grabkapelle für den heiligen Lutwinus gebaut worden war. Der oktogonale Bau wird von einem schlichten Gewölbe abgeschlossen und weist einige bauliche Ähnlichkeiten zur Aachener Pfalzkapelle auf. Darüber hinaus existiert in Böckweiler eine in Grundzügen romanische Dorfkirche aus dem 12. Jahrhundert. Im Saarland existiert mit der 634 n. Chr. erstmals erwähnten Benediktinerabtei Tholey zudem die älteste nachweisbare Klostergründung auf deutschem Boden. Die heutige frühgotische Abteikirche stammt aus dem 13. Jahrhundert.
In der Kreisstadt St. Wendel befindet sich eine große spätgotische Hallenkirche, die als Grab- und Wallfahrtsort des Heiligen Wendelin erbaut wurde und für die Raumgestaltung späterer neugotischer Pfarrkirchen in der Region als Vorbild diente.
In beiden großen Konfessionen ist bis heute der Typus der barocken bzw. klassizistischen Saalkirche weit verbreitet, die mit einer flachen Decke über einem einschiffigen Kirchenraum einhergeht. Oft ist der Übergang von Wänden zur Decke abgerundet und farblich gefasst. Sonst sind diese Kirchen im Unterschied zu den reich ausgestatteten Barockkirchen Süddeutschlands verhältnismäßig schlicht. Klassische Vertreter dieser für die Region typischen Saalkirchen befinden sich in Ihn, Wadern und Kastel.
In dem lange Zeit protestantisch geprägten Süden des Bundeslandes finden sich zudem einige nennenswerte Kirchenbauten des bekannten Barock-Architekten Friedrich Joachim Stengel, so z. B. die Ludwigskirche oder die Friedenskirche in Saarbrücken.
Als eine der herausragenden Vertreter des Klassizismus in Süddeutschland gilt die 1822–1824 nach den Plänen von Karl Friedrich Schinkel erbaute Evangelische Kirche Bischmisheim.
Zahlreiche große Dorf- und Stadtkirchen entstanden in einem Bauboom um etwa 1900 und sind stilistisch ganz dem Historismus verpflichtet. Nicht selten dienten sie als Ersatz für die kleinen Saalkirchen, die der ansteigenden Zahl der Gläubigen nicht mehr gewachsen waren und so kommt es, dass selbst auf dem Land repräsentative vorwiegend neugotische, aber auch neoromanische oder neubarocke Kirchenbauten entstanden. Der häufigste Typus dieser Zeit ist die dreischiffige neugotische Hallenkirche mit farblich gefassten Kreuzrippen, Pfeilern und Diensten. Einer der am häufigsten im Saarland vertretenen Architekten des Historismus war Wilhelm Hector.
In den Jahren zwischen den großen Weltkriegen entstanden einige expressionistische Bauten, wie etwa die große St.-Michaels-Kirche zu Saarbrücken (Architekt: Hans Herkommer) oder die zahlreichen Kirchen der Arbeitsgemeinschaft Ludwig Becker & Anton Falkowski aus Mainz. Insgesamt lassen sich die Kirchenbauten dieser Epoche dem Abstraktions-Historismus zuordnen, der den Typus der traditionellen romanischen Basilika oder barocken Saalkirche mit einer klaren geometrische Formensprache verbindet.
Ein zweiter Bauboom setzte nach dem Zweiten Weltkrieg ein und dauerte bis etwa in die 1970er Jahre an. Gründe dafür waren unter anderem der Wiederaufbau nach dem Krieg, die starken Geburtsjahrgänge und der Bau neuer Siedlungen, die entweder eine Vergrößerung des bestehenden Kirchengebäudes oder die Gründung einer neuen Kirchengemeinde notwendig machten. In vielen Fällen wurden auf dem Land die vorhandenen historisierenden Kirchenbauten der Jahrhundertwende durch Anbauten im Stil der Zeit enorm erweitert. Beispiele dafür sind die Pfarrkirchen in Hasborn-Dautweiler, Freisen und Kirrberg.
In den 1960er Jahren entstanden auch Kirchengebäude im Stil des Brutalismus, wie z. B. die von Gottfried Böhm entworfene Stadtpfarrkirche St. Ludwig zu Saarlouis, deren Formensprache in einer Tradition mit dem berühmten Nevigeser Wallfahrtsdom steht. Böhm entwarf zudem die Kirchen St. Albert in Saarbrücken sowie St. Hildegard in Neuweiler. Von Rudolf Schwarz stammt der Entwurf für die lichtdurchflutete Pfarrkirche Maria Königin in Saarbrücken auf dem Grundriss eines lateinischen Kreuzes mit parabelförmigen Armen.
Nach dem Abklingen dieses Baubooms wurden nur noch vereinzelte Kirchengebäude im Saarland gebaut. Mit St. Johannes im Saarlouiser Stadtteil Steinrausch entstand eine moderne Kirche samt Gemeindezentrum im Stil der 1980er Jahre. Die bis heute aktuellsten Kirchenneubauten wurden im Jahr 1998 in Obersalbach sowie 2000 in Ludweiler fertiggestellt. In beiden Fällen handelt es sich um Ersatzbauten für Kirchengebäude, die aufgrund von Bergbauschäden aufgegeben werden mussten. Darüber hinaus wurde in Wellesweiler die marode katholische Kirche St. Johannes aus den 1960er Jahren im Jahr 2011 durch einen Neubau ersetzt.
Seit der Jahrtausendwende wurden im Saarland vereinzelt Kirchengebäude profaniert bzw. entwidmet. Grund hierfür sind der Demografische Wandel und die regressive Zahl von Kirchenbesuchern. Besonders betroffen sind hiervon die in der Mitte des 20. Jahrhunderts in Neubausiedlungen gegründeten Kirchengemeinden beider Konfessionen. Beispiele für diesen Fall sind die Kirchen St. Mauritius in Saarbrücken, St. Elisabeth in Riegelsberg sowie die Evangelische Kirche Oberlinxweiler. Im Jahr 2015 traf die Kreisstadt Neunkirchen eine große Profanierungswelle, als innerhalb eines Jahres sieben Kirchen auf dem Stadtgebiet (darunter drei katholische und vier evangelische) entwidmet wurden.

## Liste
- Liste von Sakralbauten im Landkreis Merzig-Wadern
- Liste von Sakralbauten im Landkreis Neunkirchen
- Liste von Sakralbauten im Regionalverband Saarbrücken
- Liste von Sakralbauten im Landkreis Saarlouis
- Liste von Sakralbauten im Saarpfalz-Kreis
- Liste von Sakralbauten im Landkreis St. Wendel

## Liste von Sakralbauten mit kunstgeschichtlicher Bedeutung
gelistet werden vorzugsweise Kirchengebäude bzw. Ausstattungsstücke von kunstgeschichtlicher Bedeutung, die bemerkenswertesten Bauten und Ausstattungsstücke sind fett hervorgehoben.
* = Kloster bzw. ehem. Kloster

### Landkreis Merzig-Wadern
- Bardenbach, Wadern (ab 1770)

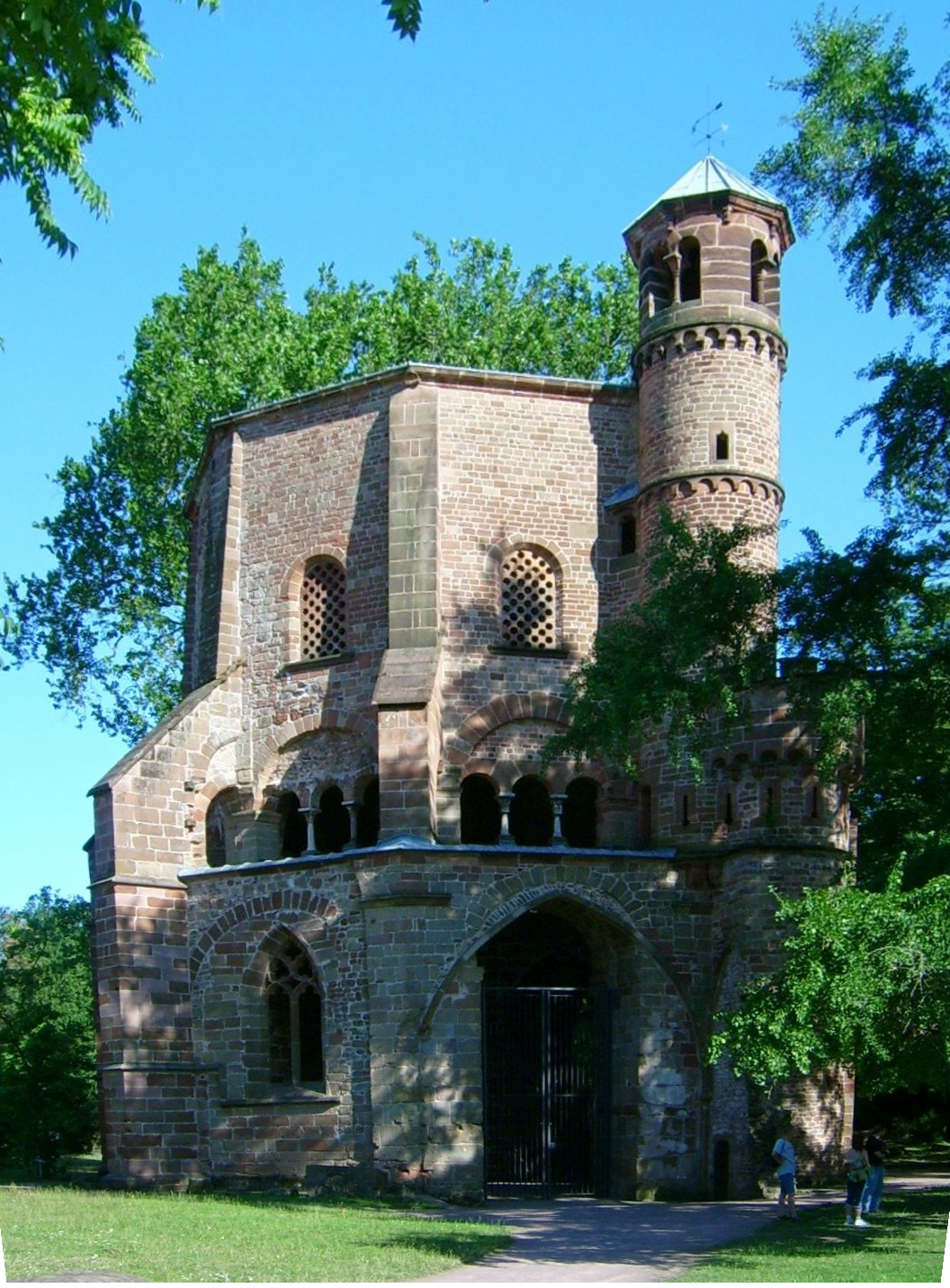
Mettlach – Alter Turm

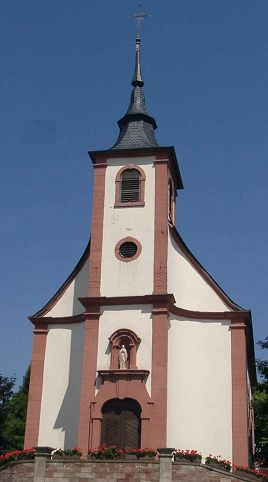
Harlingen

- Marzelluskapelle, Beckingen (1634)
- Bietzen, Merzig (Bild) (1930–1932, Hochaltar 1731)
- Brotdorf, Merzig (1931/32 von Clemens Holzmeister)
- Schlosskapelle Dagstuhl, Wadern (1763)
- Luziakapelle Erbringen, Beckingen (1772)
- Fitten, Merzig (1724)
- Ludwigskapelle Gehweiler, Wadern (18. Jh.)
- Honzrath, Beckingen (17. Jh.)
- Keßlingen, Perl (Chor 15. Jh., Schiff 1779)
- Kostenbach, Katholische Pfarrkirche Herz-Jesu (Neoromanischer Altbau (Langhaus) 1887–1889 von Wilhelm Hector, Moderner Neubau (Querhaus) 1968–1972 von Peter Van Stipelen)
- Lockweiler, Wadern (roman. Turm)
- Merchingen, Merzig  (1929/30 von Clemens Holzmeister)
- St. Peter*, Merzig, ehem. Prämonstratenserstiftsk. (um 1200)
- Kreuzbergkapelle, Merzig (Kreuzigungsgruppe 1712)
- Alter Turm*, Mettlach, ehem. Benediktinerabtei (10. Jh.)
- Abtei Mettlach*, Mettlach (ab 1728 nach Plan v. Chr. Kretschmar)
- Mettlach, Lutwinuskirche, Kreuzreliquar (13. Jh.)
- Nohn, Mettlach (Hochaltar um 1700)
- Orscholz, Mettlach (1830/31, klassizistisch)
- Rimlingen, Losheim (1744 mit roman. Turm)
- Saarfels, Beckingen, Kapelle St. Barbara (15. Jh.)
- Saarhölzbach, Mettlach (1792, 1848 erw., Ausstattung 18. Jh.)
- St. Gangolf*, Mettlach (1775, Kapuzinerkloster seit 1900)
- Tettingen-Butzdorf, Perl (1851, Alabasterreliefs von H.R. Hoffmann)
- Wadern (1817, roman. Turm, Alabasterrelief von H.R. Hoffmann)
- Wadrill, Wadern (roman. Turm)
- Wahlen, Losheim (um 1750, 1927/28 erw., Ausstattung 18. Jh.)
- Wehingen, Mettlach, Kapelle (1733, Altar 1775)
- Weiskirchen (1830–1833, klassizist.)
- Wochern, Perl (1789, got. Chor)

### Landkreis Neunkirchen

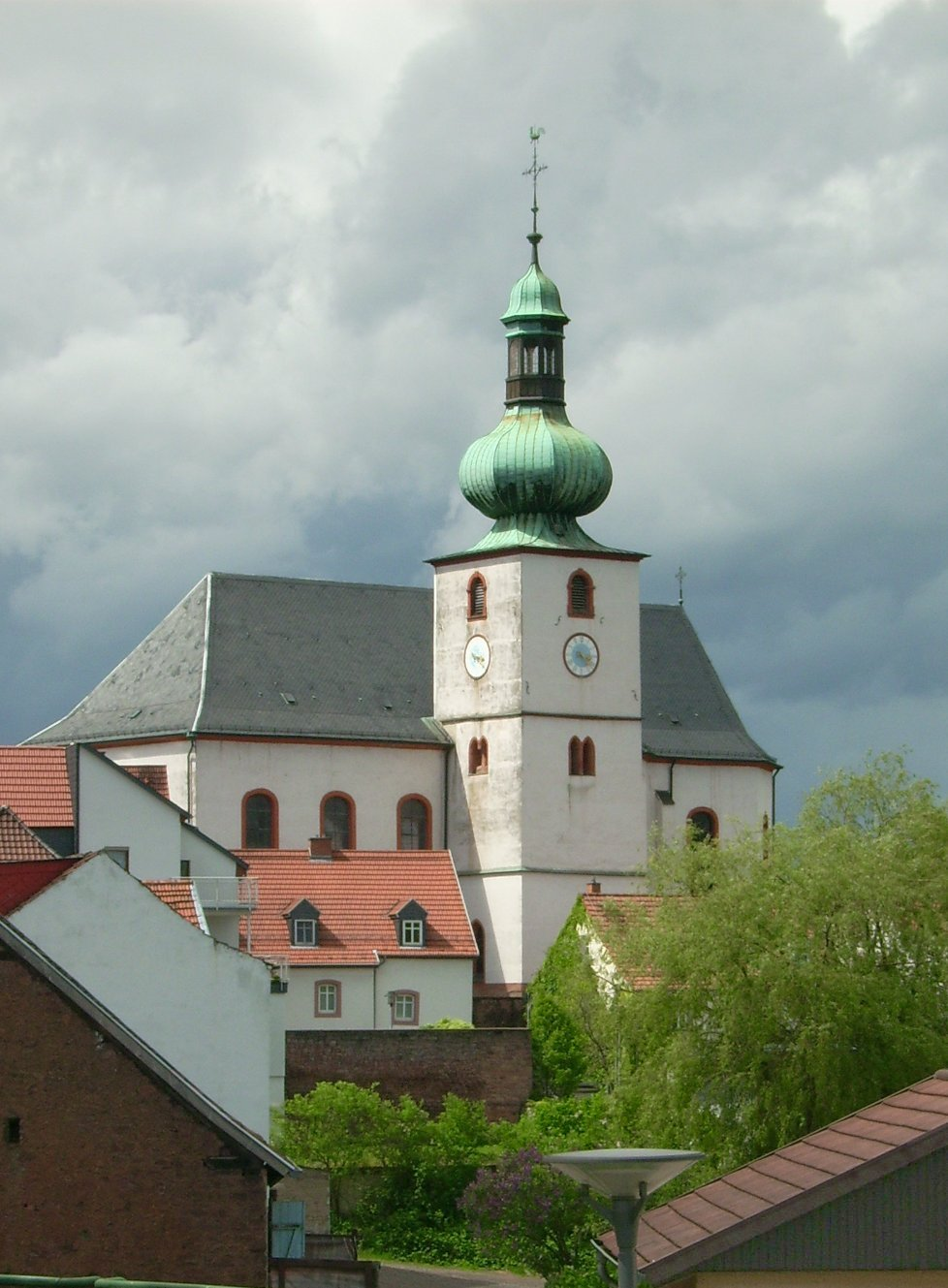
Illingen

- Dirmingen, Eppelborn (roman. Turm, 1746 Umbau durch F.J. Stengel)
- Eppelborn (14. Jh./1760, später mehrfach verändert)
- Fürth, Ottweiler (got. Turm)
- Heiligenwald, Schiffweiler, ev. Betsaalkirche (1866)
- Illingen (Chorturm 13. Jh., Schiff 1789–1791)
- Bergkapelle, Illingen (16. Jh., Neubau 1901)
- Neumünster, Ottweiler, ehem. Benediktinerinnenkloster (1005 Neugründung, roman. Baureste)
- Ottweiler, ev. Kirche (16. Jh. mit got. Chor und Maßwerk, Umbau 18. Jh. Grabmal Graf Walrad † 1705)
- Wellesweiler, Neunkirchen, alte ev. Kirche (1757)
- Wiesbach, Eppelborn, Valentinuskapelle (1796)

### Regionalverband Saarbrücken

Propstei Ensheim 1811

Schloßkirche Saarbrücken

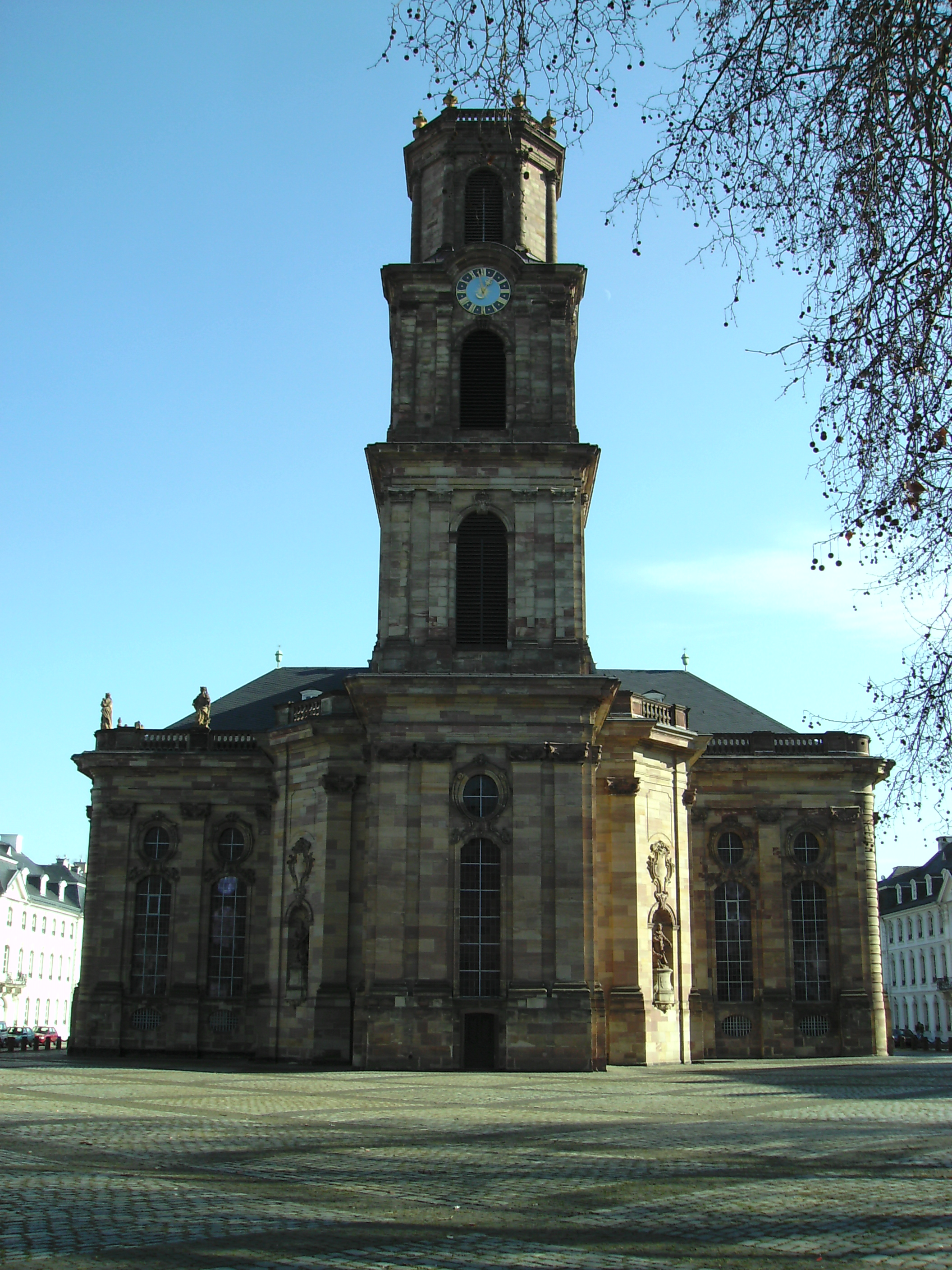
Ludwigskirche Saarbrücken

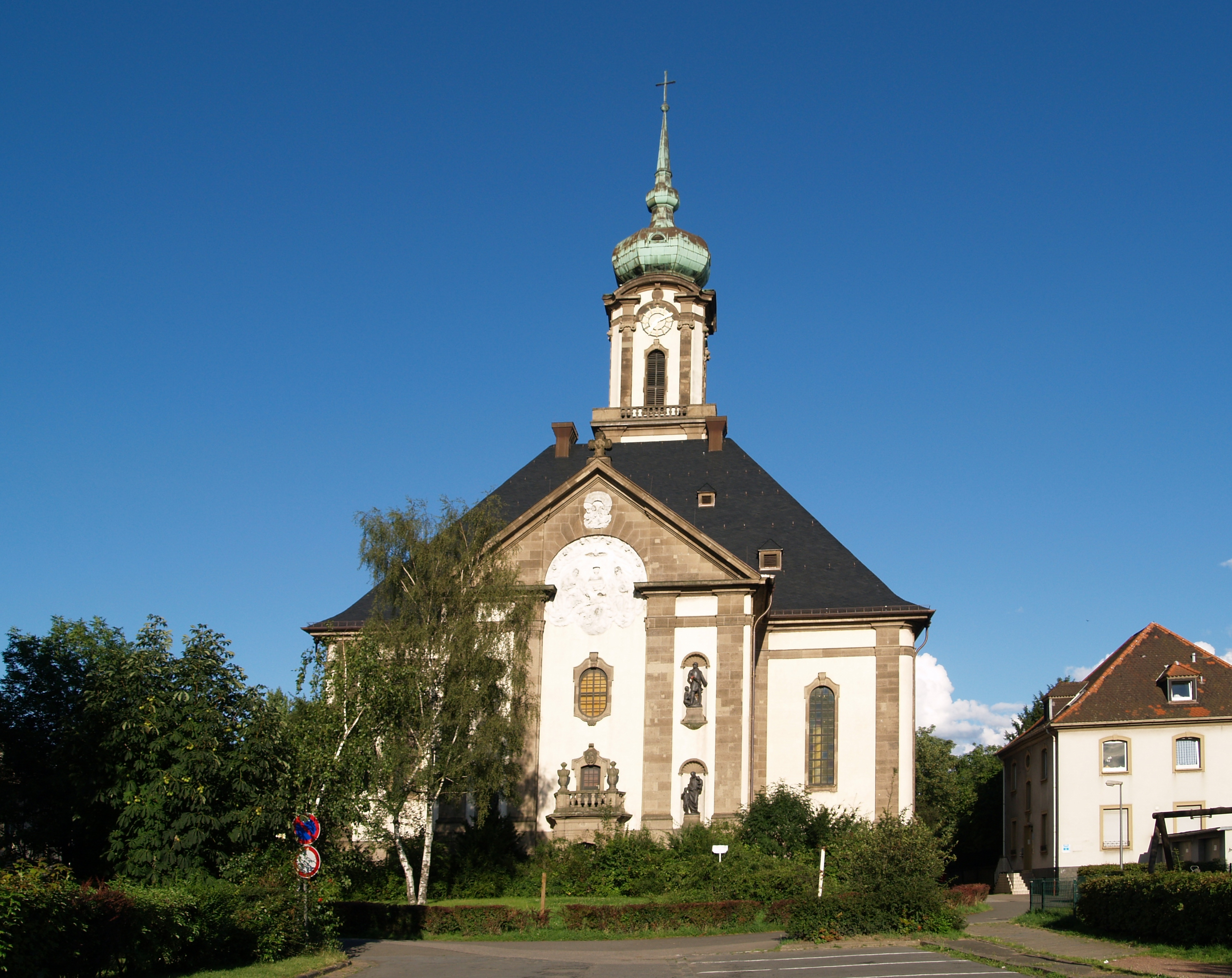
Versöhnungskirche Völklingen

- Altenwald, Sulzbach, ev. „Betsaalkirche“ (Ende 19. Jh.)
- Aschbachkirche, Gersweiler, Saarbrücken (Ruine, im Kern roman.)
- Kuchlinger Kapelle, Auersmacher, Kleinblittersdorf (18. Jh.)
- Bischmisheim, Saarbrücken, ev. Kirche (1822–1824 nach Pl. von Schinkel)
- Bliesransbach, Kleinblittersdorf, Kirche (1779), Wendalinuskapelle (1736)
- Bübingen, Saarbrücken (roman. Turm, Schiff um 1700)
- Alter Turm Dudweiler, Saarbrücken (Turm, 14. Jh.)
- Ensheim*, Saarbrücken, ehem. Propstei von Wadgassen (Kirche abgeg.)
- Laurentiuskapelle, Eschringen, Saarbrücken (im Kern romanisch)
- Fechingen, Saarbrücken (roman. Turm und Türsturz)
- ev. Kirche Gersweiler, Saarbrücken (1784)
- Heusweiler (Chor 15. Jh.)
- Martinskirche Kölln, Köllerbach (13.–15. Jh.)
- Ludweiler, Völklingen, ev. Kirche (1786/67)
- „Köllertaler Dom“ (St. Sebastian), Püttlingen (1908/09 von Wilhelm Hector)

Saarbrücken
- Deutschherrenkapelle (13. Jh.)
- Schloßkirche (15. Jh., Grabmäler der Grafen und Fürsten von Nassau-Saarbrücken)
- Ludwigskirche (F.J. Stengel, 1762–1775)
- Friedenskirche (F.J. Stengel, 1743–1751)
- Alte ev. Kirche St. Johann (18. Jh.)
- ev. Johanniskirche (1894–1898 von Heinrich Güth)
- Basilika St. Johann (F.J. Stengel, 1754–1758)
- St. Michael, St. Johann (1923–1924 von Hans Herkommer)
- St. Albert, Rodenhof (1952–1954 von Dominikus Böhm)
- St. Arnual*, Saarbrücken, ehem. Stiftskirche (14. Jh., Grabmäler der Grafen von Saarbrücken)
- ev. Kirche in Sulzbach (1852–1854 in Anlehnung an die Apollinariskirche/Remagen, 1897/98 erweitert)
- Völklingen, ev. Versöhnungskirche (1926–1928)
- Völklingen, kath. Kirche St. Eligius (1912/13 Ludwig Becker)
- Wintringer Kapelle, Kleinblittersdorf (15. Jh.)

### Landkreis Saarlouis

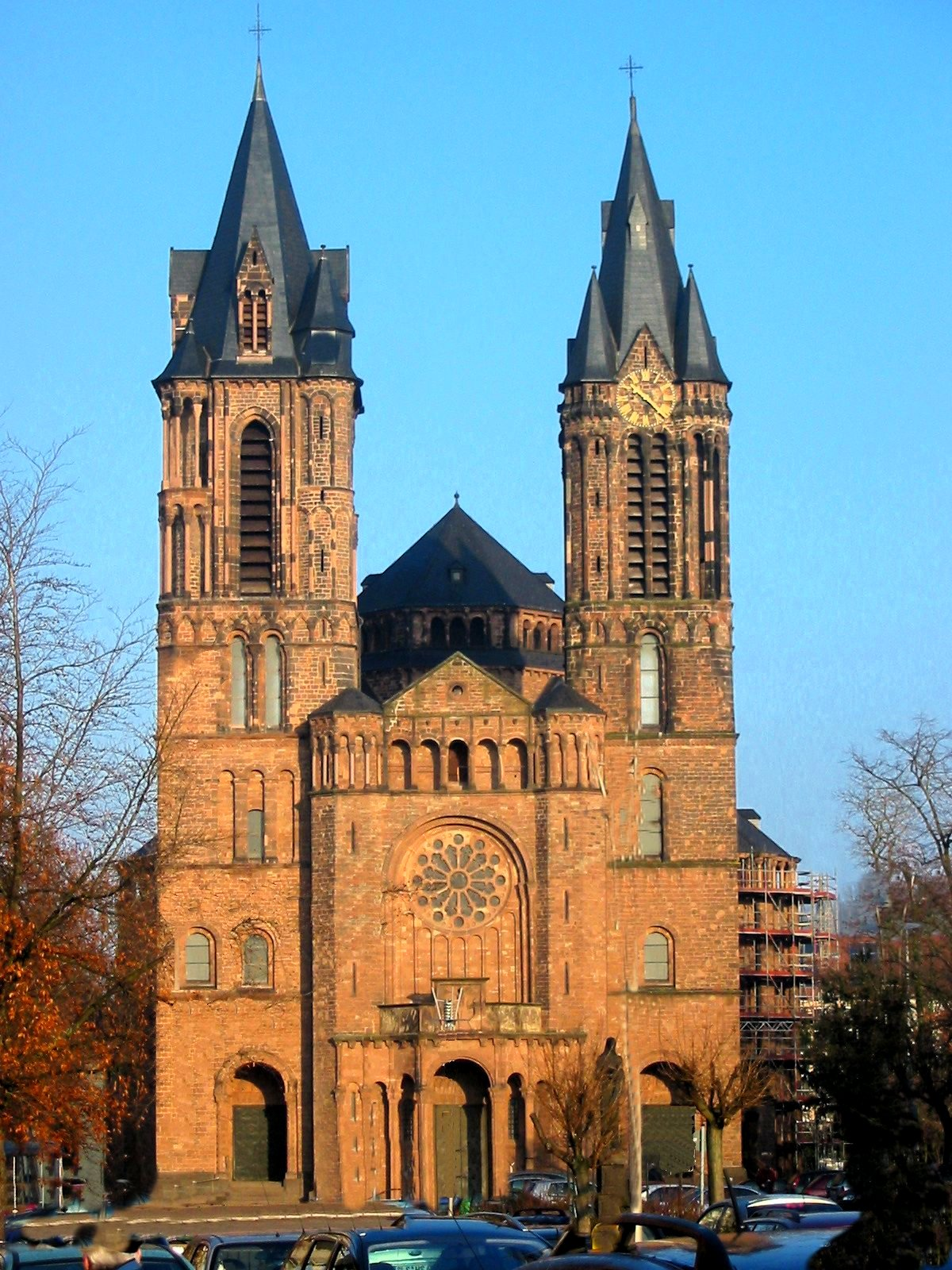
„Saardom“ Dillingen

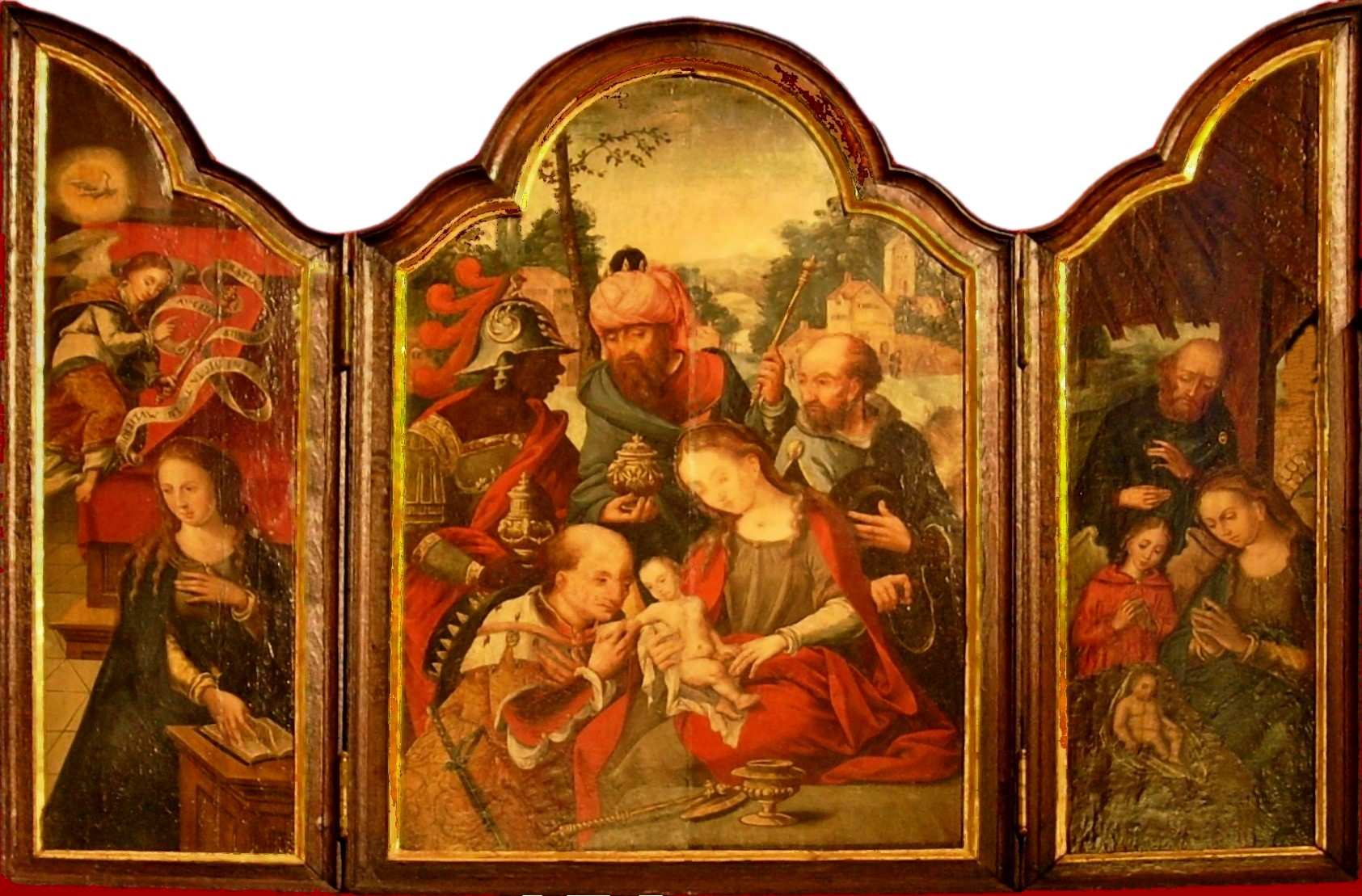
Triptychon Dillingen

- St. Matris Dolorosae, Außen, Schmelz (roman. Chorturm)
- St. Martin, Berus, Überherrn (15., 17.–19. Jh.)
- St. Peter, Bisten, Überherrn (1780–1788)
- „Saardom“, Dillingen (1910–1913), größte Kirche im Saarland, mit Triptychon (16. Jh.)
- St. Johann, Dillingen (errichtet 1845, Wiederaufbau 1948)
- St. Marien, Ensdorf (1863–1868 von Alexander Himpler)
- Abtei Fraulautern*, Saarlouis, ehem. Augustinerinnenkloster (gegr. 1129)
- St. Mauritius, Fremersdorf, Rehlingen-Siersburg (1911/12 in „staufischem Stil“)
- Heiligenborn*, Bous, Redemptoristenkloster (1949)
- St. Nikolaus, Hemmersdorf, Rehlingen-Siersburg (Chor 15. Jh., Schiff 18. Jh.)
- St. Hubertus, Ihn, Wallerfangen (roman. Turm, Schiff 1726–1732)
- St. Martin in Itzbach, Rehlingen-Siersburg (1758, 1912)
- Heilige Dreifaltigkeit und St. Marien, Lebach
- Limbach, Schmelz (roman. Chorturm)
- St. Crispinus und Crispinianus, Lisdorf, Saarlouis (1764; 1929 erweitert)
- St. Medardus, Neuforweiler, Saarlouis (Bild) (1864–1866 von Alexander Himpler)
- St. Blasius, Saarwellingen (1898–1900 in neogotischem Stil)
- St. Pius, Saarwellingen (1959–1960 durch Toni Laub)
- St. Marien, Saarwellingen-Reisbach (1885–1887 in neogotischem Stil, älteste bestehende Kirche in Saarwellingen) mit historischer Klaisorgel aus dem Jahr 1900
- St. Bartholomäus, Saarwellingen-Schwarzenholz (1914–1916 als neogotische Hallenkirche) mit mittelalterlichem Taufstein im Eingangsbereich
- Orannakapelle, Berus, Überherrn (im Kern 13. Jh.)
- St. Maximin (Pachten), Dillingen (roman. Türsturz in der neugot. Kirche)
- Canisianum*, Saarlouis, ehem. Augustinerkloster (gegr. 1691, Neubau Kapelle 1901)
- St. Willibrord, Siersdorf, Rehlingen-Siersburg (roman. Turm, Schiff 1523)
- St. Antoniuskapelle, Überherrn-Linslerhof (um 1850, einzige Fachwerkkirche im Saarland)
- St. Alban, Thalexweiler, Lebach (1784, got. Turm, 1967/68 erw.)
- Wadgassen*, ehem. Prämonstratenserabtei (gegr. 1135)
- St. Katharina und St. Barbara, Wallerfangen (1862 von Alexander Himpler)

### Saarpfalz-Kreis

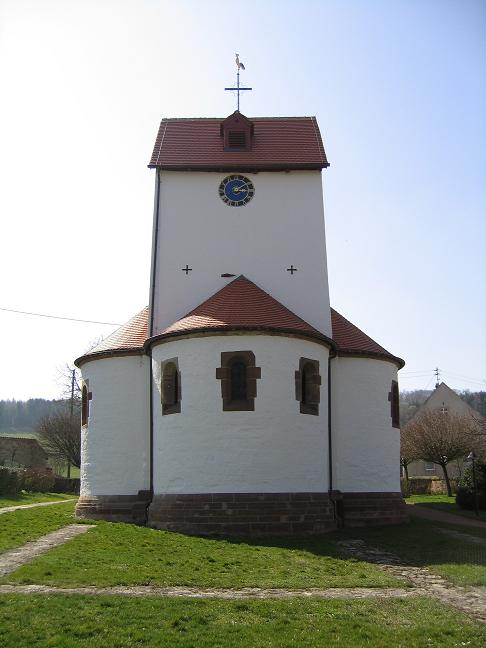
Böckweiler

Gräfinthal

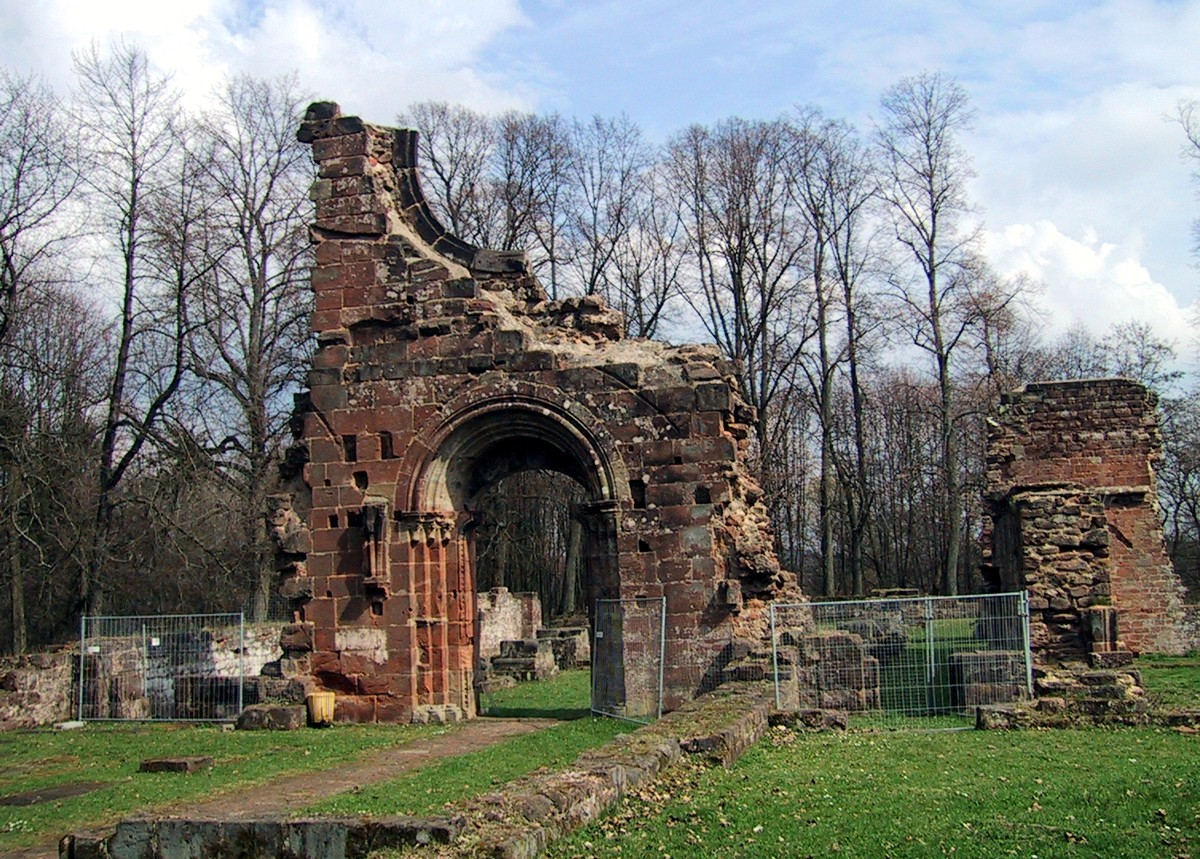
Wörschweiler

- St. Margaretha, Bebelsheim, Mandelbachtal (Rundturm, 12. Jh.)
- Remigiuskirche Beeden, Homburg (Ruine, 13. Jh.)
- Schlosskirche*, Blieskastel (1778–1781)
- Wallfahrtskapelle Hl. Kreuz, Blieskastel (1682)
- Stephanuskirche*, Böckweiler, Blieskastel (12. Jh.)
- St. Mauritius, Erfweiler-Ehlingen, Mandelbachtal (Rundturm, 12. Jh.)
- Klosterruine Gräfinthal*, Mandelbachtal, ehem. Wilhelmitinnenkloster
- Walburgiskapelle auf Schloss Gutenbrunnen, bei Wörschweiler, Homburg (1725/26)
- St. Martin, Habkirchen, Mandelbachtal (roman. Turm, Schiff v. 1768)
- ev. Betsaalkirche, Höchen, Bexbach (1902)
- ehem. Franziskanerkloster*, Homburg (1697–1699; 1952 abgebr.)
- Elisabethkirche, Limbach, Kirkel (im Kern romanisch)
- gotisches Sandsteinretabel in St. Martin, Medelsheim, Gersheim (Kirche 1774)
- Christuskirche, Mimbach, Blieskastel (Saalk. 1769, Chorturm 14. Jh., Grabmal Joh. Adluff v. Eltz 1576 v. „Meister HB“)
- Niederbexbach, Bexbach (Chorturm 14. Jh.)
- St. Mauritius, Ormesheim, Mandelbachtal (1932 von Albert Boßlet)
- St. Markus, Reinheim, Gersheim (Rundturm, 12. Jh., Schiff 1790/91)
- St. Mauritius, Rubenheim, Gersheim (1750–1770, roman. Turm)
- St. Engelbert, St. Ingbert (1755)
- St. Josef, St. Ingbert (1890–1893)
- St. Hildegard, St. Ingbert (1928/29 von Albert Boßlet)
- Protestantische Kirche, Walsheim, Gersheim (im Kern romanisch)
- Klosterruine Wörschweiler*, Homburg, ehem. Zisterzienserabtei (um 1200)

### Landkreis St. Wendel

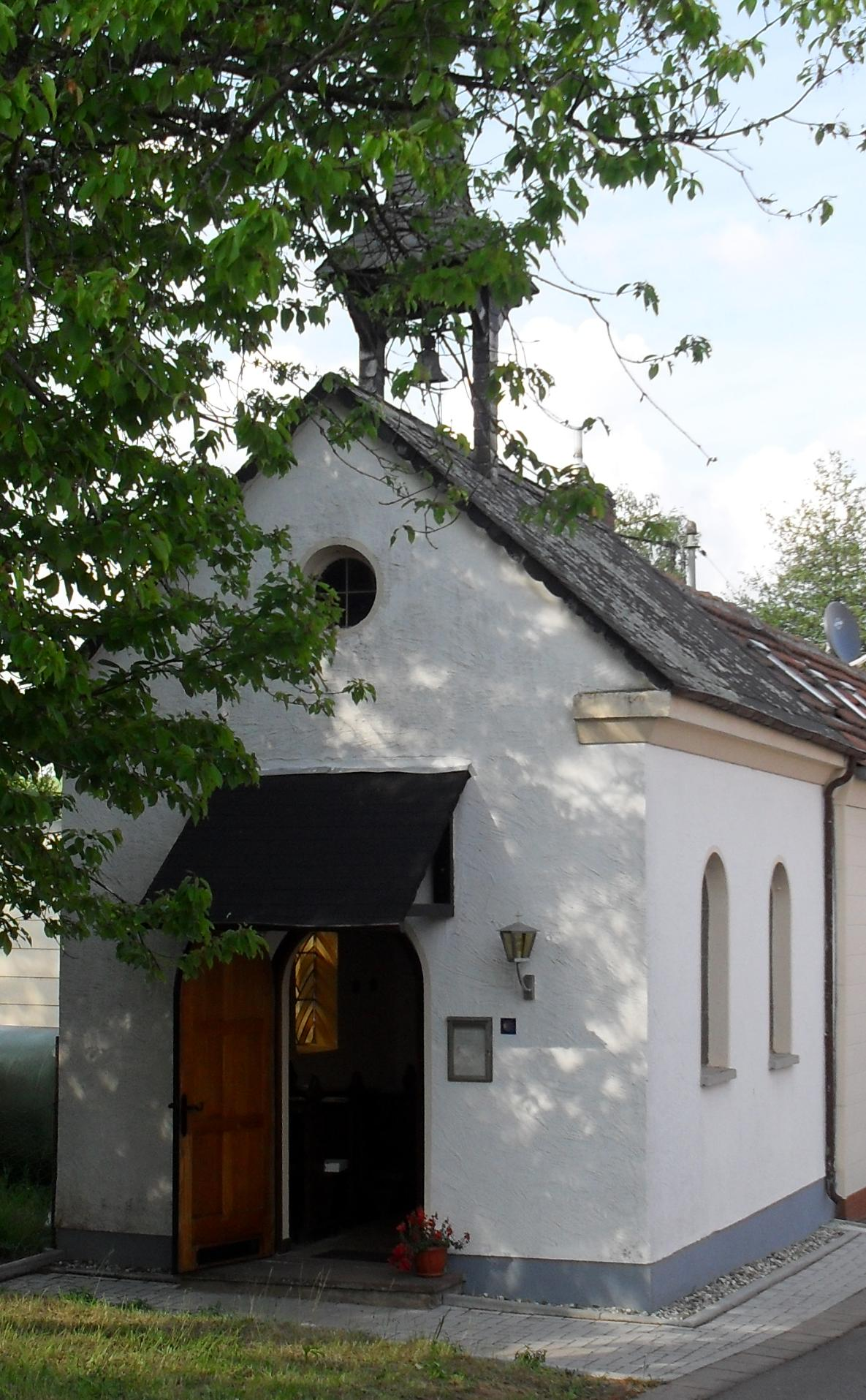
St. Annenkapelle auf dem Wallesweilerhof

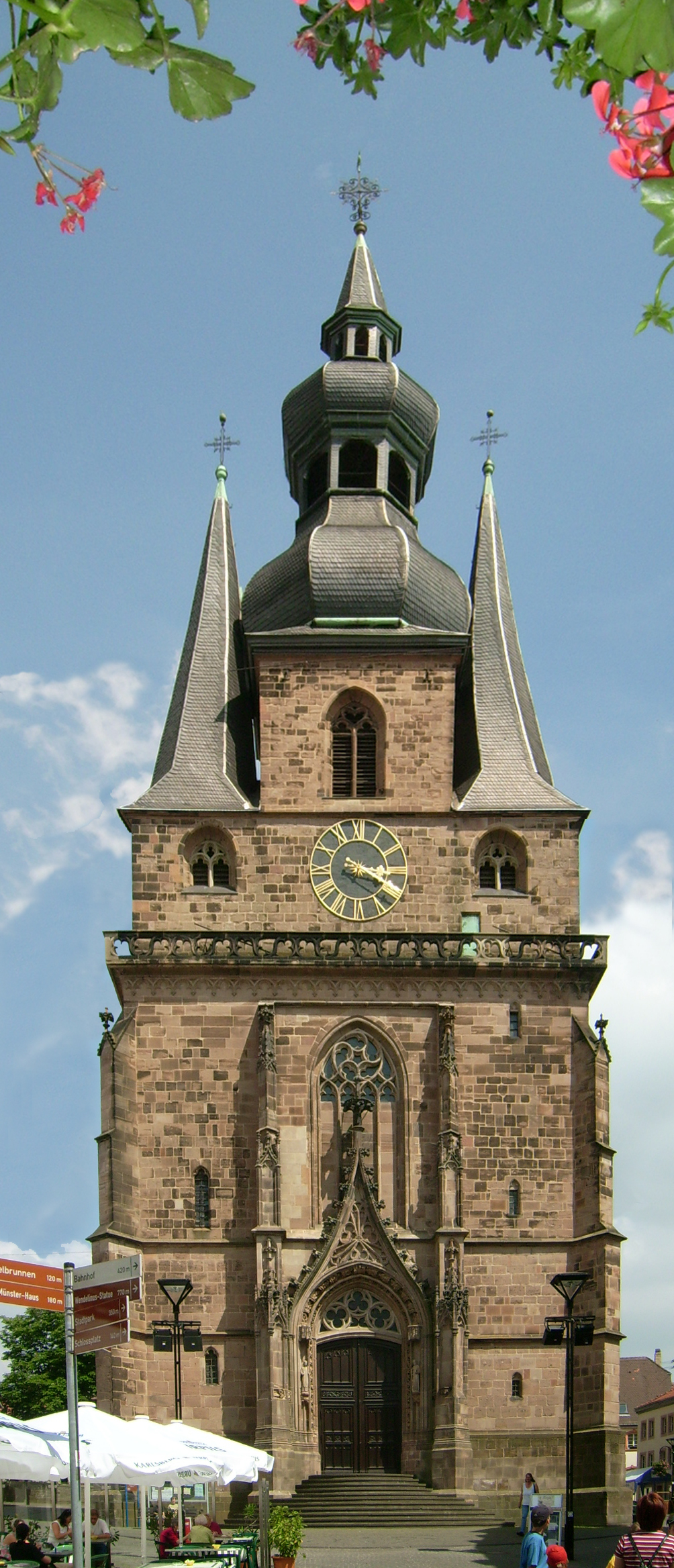
Wendalinusbasilika

- St. Annenkapelle auf dem Wallesweilerhof
- St. Blasiuskapelle Bergweiler, Tholey (1716)
- „Bliestaldom“ Bliesen, St. Wendel (neoromanisch mit Turm um 1200)
- Dörrenbach, St. Wendel (13.–15. Jh.)
- Hasborn-Dautweiler, Tholey, neugotische/moderne  Pfarrkirche St. Bartholomäus (1904/1969)
- Hoof, St. Wendel, ev. Kirche (1853, spätklassizistisch)
- gotisches Sandsteinretabel in Marpingen (neugot. Kirche)
- Neunkirchen, Nohfelden (got. Turm, klassizist. Schiff 1828/29)
- Niederkirchen, St. Wendel (13.–16. Jh.)
- Niederlinxweiler, St. Wendel (ev. Kirche Wilhelm Balthasar Stengel 1775)
- Oberkirchen, Freisen (Turm 1414, Schiff 1760, modern erw.)
- Wendalinusbasilika, St. Wendel (14./15. Jh.)
- Wendelskapelle, St. Wendel (1755)
- ehem. Magdalenenkapelle, St. Wendel (14. Jh.)
- Steyler Mission*, St. Wendel (1899–1910)
- Sötern, Nohfelden, ev. Kirche (Turm 1578, Schiff 18. Jh., Grabmäler, 17. Jh.)
- Tholey*, Benediktinerabtei (gegr. 8. Jh., Abteikirche 13. Jh.) 1950 wiederbelebt
- Wolfersweiler, Nohfelden, ev. Kirche (1786–1788, Turm 16. Jh.)